# واوکس، مسل
واوکس، مسل (به فرانسوی: Vaux, Moselle) یک کمون در فرانسه است که در Canton of Ars-sur-Moselle واقع شده‌است.

## خصوصیات
واوکس ۶٫۶۳ کیلومترمربع مساحت و ۸۵۳ نفر جمعیت دارد و ۲۳۰ متر بالاتر از سطح دریا واقع شده‌است.